# 北修二
北 修二（きた しゅうじ、1925年2月28日 - 2007年5月25日）は、日本の政治家。北海道・沖縄開発庁長官、参議院議員（3期、自民党）。北海道空知郡奈井江村出身。農民運動を展開した。

## 経歴
空知農業学校卒業。1951年に25歳で奈井江町議に初当選し、1967年に奈井江農協（現・新砂川農協(JA新すながわ)）組合長。北海道農協中央会（JA北海道中央会）副会長、北海道テレビ放送番組審議会委員などを経て1977年の参議院選北海道選挙区でトップで初当選。連続3回当選。1981年北海道開発政務次官。1984年参議院農林水産委員長。1990年に鳩山由紀夫を北海道知事候補に目論むが失敗。自民党道連会長を辞任。自民党参議院政審会長を務めた後、1992年12月、宮澤改造内閣の北海道・沖縄開発庁長官として初入閣。1995年に政界引退。同年勲一等瑞宝章受章。
2007年5月25日、腎不全のため札幌市中央区の病院で死去、82歳没。死没日をもって従三位に叙される。

## 家族
父は戦前・戦後を通じ通算4期衆議院議員を務めた北勝太郎、兄は衆議院議員を務めた北二郎。弟は奈井江町長を務めた北良治。

## 受賞歴
- 奈井江町町政功労者表彰（1975年）
- 勲一等瑞宝章（1995年）
- 従三位（2007年）